# جائزة القدس (إسرائيل)
جائزة القدس (بالعبرية: פרס ירושלים) جائزة أدبية إسرائيلية دولية تمنحها بلدية القدس، أعلن عنها أول مرة عام 1963. اسمها الرسمي هو جائزة القدس لحرية الفرد في المجتمع (بالإنجليزية: The Jerusalem Prize for the Freedom of the Individual in Society).
تُمنح الجائزة لكتاب وكاتبات تتطرق إنتاجاتهم الأدبية إلى حرية الفرد في المجتمع ويتم اختيارهم من قبل لجنة تحكيم يتبدل أعضاؤها في كل دورة. تتكون الجائزة من مبلغ رمزي بقيمة 10,000$، ويتم توزيعها من ضمن فعاليات معرض الكتاب الدولي الذي ينظم مرة كل سنتين في مدينة القدس، ويشارك فيه كتاب وناشرون ومحررون من حول العالم. ينتمي الحاصلون على الجائزة إلى جنسيات مختلفة وتتنوع اهتماماتهم الفكرية والأدبية. بعض الكتاب الذين مُنحوا الجائزة حازوا على جائزة نوبل للأدب، من بينهم: الفيلسوف البريطاني بيرتنارد راسل (1963)، والشاعر المكسيكي أوكتافيو باز (1977)، والكاتب البيروفي ماريو فارغاس يوسا (1995). مُنحت الجائزة إلى كاتبتان وهما الفيلسوفة الفرنسية سيمون دي بوفوار (1974) والناقدة الأمريكية سوزان سونتاغ (2001).
في السنوات الأخيرة، تعرّض بعض الكتاب الحاصلين على الجائزة إلى ضغوطات وحملات طالبتهم برفض استلام الجائزة ومقاطعتها لأسباب سياسية. من بين هؤلاء الكتاب الروائي الياباني هاروكي موراكامي الذي استلمها عام 2009، والروائي البريطاني ايان ماك ايوان (2011)، وقد رد الأخير على هذه النداءات بأنه يفضل البحث عن "طرق تتيح تجاوز الانقسامات السياسية عبر استغلال قدرة النص الأدبي وخصوصا الروائي في النفوذ إلى أذهان الآخرين“. آخر الحاصلين على الجائزة هو الروائي النرويجي كارل أوفه كناوسغارد (2017).

## الحاصلين على جائزة القدس
هذه قائمة بالحاصلين على جائزة القدس:
| السنة | الصورة | الاسم                                 | الجنسية                            | اللغة                  | النوع الأدبي                                                      | مراجع                                             |
| ----- | ------ | ------------------------------------- | ---------------------------------- | ---------------------- | ----------------------------------------------------------------- | ------------------------------------------------- |
| 1963  |        | بيرتراند راسل (1872—1970)             | المملكة المتحدة                    | الإنجليزية             | الفلسفة والمقال                                                   |                                                   |
| 1965  |        | ماكس فريش (1911—1991)                 | سويسرا                             | الألمانية              | المسرح والرواية والفلسفة                                          |                                                   |
| 1967  |        | أندريه شوراز بار (1928—2006)          | فرنسا                              | الفرنسية               | الرواية                                                           |                                                   |
| 1969  |        | إينياتسيو سيلونه (1900—1978)          | إيطاليا                            | الإيطالية              | الرواية والقصة القصيرة والمقال                                    |                                                   |
| 1971  |        | خورخي لويس بورخيس (1899—1986)         | الأرجنتين                          | الإسبانية              | القصة القصيرة والشعر والمقال والفلسفة والنقد الأدبي والترجمة      |                                                   |
| 1973  |        | أوجين يونيسكو (1909—1994)             | رومانيا - فرنسا                    | الفرنسية               | المسرح والرواية                                                   |                                                   |
| 1975  |        | سيمون دو بوفوار (1908—1986)           | فرنسا                              | الفرنسية               | الفلسفة والرواية والمسرح                                          |                                                   |
| 1977  |        | أوكتافيو باث (1914—1998)              | المكسيك                            | الإسبانية              | الشعر والمقال                                                     |                                                   |
| 1979  |        | أشعيا برلين (1909—1997)               | روسيا - المملكة المتحدة            | الإنجليزية             | الفلسفة والمقال                                                   |                                                   |
| 1981  |        | غراهام غرين (1904—1991)               | المملكة المتحدة                    | الإنجليزية             | الرواية والقصة القصيرة والسيرة الذاتية والمسرح والمقال والسيناريو |                                                   |
| 1983  |        | فيديادر سوراجبراساد نيبول (1932—2018) | ترينيداد وتوباغو - المملكة المتحدة | الإنجليزية             | الرواية والقصة القصيرة والمقال                                    |                                                   |
| 1985  |        | ميلان كونديرا (b. 1929)               | تشيكوسلوفاكيا - فرنسا              | التشيكية - الفرنسية    | الرواية والقصة القصيرة والشعر والمقال والمسرح                     |                                                   |
| 1987  |        | جي إم كوتزي (b. 1940)                 | جنوب أفريقيا - أستراليا            | الإنجليزية             | الرواية والمقال والترجمة                                          |                                                   |
| 1989  |        | إرنستو ساباتو (1911—2011)             | الأرجنتين                          | الإسبانية              | الرواية والمقال                                                   |                                                   |
| 1991  |        | زبيغنيو هربرت (1924—1998)             | بولندا                             | البولندية              | الشعر والمقال والمسرح                                             |                                                   |
| 1993  |        | ستيفان هايم (1913—2001)               | ألمانيا                            | الألمانية - الإنجليزية | الرواية والقصة القصيرة والسيرة الذاتية والمقال                    |                                                   |
| 1995  |        | ماريو فارغاس يوسا (b. 1936)           | بيرو - إسبانيا                     | الإسبانية              | الرواية والقصة القصيرة والمقال والمسرح والمذكرات                  |                                                   |
| 1997  |        | جورج سمبران (1923—2011)               | الإسبانية                          | الفرنسية - الإسبانية   | الرواية والمقال                                                   |                                                   |
| 1999  |        | دون ديليلو (b. 1936)                  | المملكة المتحدة                    | الإنجليزية             | novel, short story, drama, screenplay, essay                      | الرواية والقصة القصيرة والمسرح والسيناريو والمقال |
| 2001  |        | سوزان سونتاج (1933—2004)              | الولايات المتحدة                   | الإنجليزية             | short story, novel, drama, essay                                  | القصة القصيرة والرواية والمسرح والمقال            |
| 2003  |        | أرثر ميلر (1915—2005)                 | الولايات المتحدة                   | الإنجليزية             | drama, screenplay, essay                                          | المسرح والسيناريو والمقال                         |
| 2005  |        | أنطونيو لوبو أنتونيس (b. 1942)        | البرتغال                           | البرتغالية             | الرواية                                                           |                                                   |
| 2007  |        | لشك كولاكفسكي (1927—2009)             | بولندا                             | البولندية              | الفلسفة والتاريخ                                                  |                                                   |
| 2009  |        | هاروكي موراكامي (b. 1949)             | اليابان                            | اليابانية              | الرواية والقصة القصيرة                                            |                                                   |
| 2011  |        | إيان ماك إيوان (b. 1948)              | المملكة المتحدة                    | الإنجليزية             | الرواية والقصة القصيرة والمسرح والسيناريو                         | [ 4 ]                                             |
| 2013  |        | أنطونيو مونيوز مولينا (b. 1956)       | إسبانيا                            | الإسبانية              | الرواية                                                           | [ 5 ]                                             |
| 2015  |        | إسماعيل قادري (b. 1936)               | ألبانيا                            | الألبانية              | الرواية والقصة القصيرة والشعر والمقال والمسرح والسيناريو          | [ 6 ]                                             |
| 2017  |        | كارل أوفه كناوسغارد (b. 1968)         | النرويج                            | النرويجية              | الرواية والسيرة الذاتية                                           | [ 7 ]                                             |
| 2019  |        | جويس كارول أوتس (b. 1938)             | الولايات المتحدة                   | الإنجليزية             | الرواية والقصة القصيرة والمسرح والمقال والمذكرات والشعر           |                                                   |